# Оттава Нэшнлз
«Отта́ва Нэшнлз» (англ. Ottawa Nationals) — профессиональный хоккейный клуб, базировавшийся в Оттаве, Онтарио, Канада, который играл в ВХА в сезоне 1972—1973 годов.

## История
Первоначально Дуг Мишель объявили о том, что команда будет выступать в Торонто под именем «Онтарио Нэшнлз». По планам команда должна была играть на Мэйпл Лиф-гарденс в Торонто. Но Дуг Мишель не смог получить разрешения для аренды стадиона. После этого Дуг Мишель, подождав некоторое время, объявил, что Гамильтон будет новым домом команды, но в конечном счете команда была перемещена в Оттаву. Ник Трибович став владельцем контрольного пакета акций, начал работу с Дугом Мишелем по хоккейным операциям.
Главным тренером «Нэшнлз» был назначен Билли Харрис, а главной звездой на льду был Уэйн Карлтон, который забил 42 гола и набрал 92 очка в течение сезона.
Домашней ареной клуба был Сивик Центр в Оттаве, но команда так и не смогла стать популярной, каждый домашний матч в среднем посещало около 3000 человек за игру. Перед началом сезона 73—74 команда прекратила существование. И в итоге на следующий сезон команда переехала в Торонто, где её владельцами стал Джон Ф. Бассетт, после «Нэйшионалс» были переименованы в «Торонто Торос».

## Статистика
Примечания: И = количество сыгранных игр, В = выигрыши, П = поражения, Н = ничьи, О = набранные очки, ГЗ = забито голов, ГП = пропущено голов, Штр = штрафы в минутах
| Сезон   | И  | В  | П  | Н | О  | ГЗ  | ГП  | Штр  | Итоговая позиция | Плей-офф        |
| 1972-73 | 78 | 35 | 39 | 4 | 74 | 279 | 301 | 1067 | 4-е              | поражение в 1/4 |